# Ң
Ң, ң は、キリル文字のひとつ。カザフ語、キルギス語、タタール語、バシキール語、ドンガン語、オイラト語、トゥバ語で使用されている。また、トルクメン語で使用されてきた。

## 呼称
- バシキール語: 「エング」（эң）
- キルギス語：「ング」に近い[要出典]
- Unicode名: CYRILLIC LETTER EN WITH DESCENDER

## 音素
[ŋ]（軟口蓋鼻音）

## アルファベット上の位置
- カザフ語の第18字母。
- キルギス語の第16字母。
- タタール語をキリル文字で表記する時の第17字母。
- トルクメン語をキリル文字で表記する時の第17字母。

## Ңに関する諸事項
- タタール語は、1939年にラテン文字表記からキリル文字表記に改められた。1999年に、再びラテン文字の復活が決定され、2001年から実行に移されたが、ロシア議会は「ロシア連邦の公用語はキリル文字でなければならない」とする決定をしたため移行は進んでいない（タタール語の項から趣意を抜粋）
- トルクメン語は伝統的にアラビア文字で書かれてきたが、ソビエト連邦時代にはキリル文字を使用した。1991年に独立した後、ラテン文字の正書法が制定され、移行が進められている。（トルクメン語の項から趣意を抜粋）